# Paul Rübig
Paul Rübig (ur. 6 maja 1953 w Wels) – austriacki ekonomista, przedsiębiorca i polityk, poseł do Parlamentu Europejskiego IV, V, VI, VII i VIII kadencji.

## Życiorys
W 1972 ukończył wyższą szkołę zawodową HTL Steyr. W 1978 uzyskał magisterium, a w 1984 doktorat na Universität Linz. Prowadził własną działalność gospodarczą w ramach prywatnego przedsiębiorstwa.
Od 1991 do 1996 sprawował mandat posła do parlamentu kraju związkowego Górna Austria. W 1996 został deputowanym Rady Narodowej. W tym samym roku objął mandat deputowanego do Parlamentu Europejskiego z ramienia Austriackiej Partii Ludowej. W kolejnych wyborach europejskich (w 1999, 2004, 2009 i 2014) skutecznie ubiegał się o reelekcję.
Objął funkcję przedstawiciela Europejskiej Partii Ludowej w komitecie sterującym Światowej Organizacji Handlu. Był współprzewodniczącym (od 2000 do 2001) i następnie do 2003 przewodniczącym SME Europe, unii małych i średnich przedsiębiorstw przy EPP, a także wiceprzewodniczącym Izby Gospodarczej Górnej Austrii. Obejmował także inne kierownicze stanowiska w licznych organizacjach społecznych i naukowych.